# Genoneopsylla angustidigita
Genoneopsylla angustidigita är en loppart som beskrevs av Wu Houyoung, Wu Wenching et Tsai Liyuen 1980. Genoneopsylla angustidigita ingår i släktet Genoneopsylla och familjen mullvadsloppor. Inga underarter finns listade i Catalogue of Life.